# Rue des Décembristes

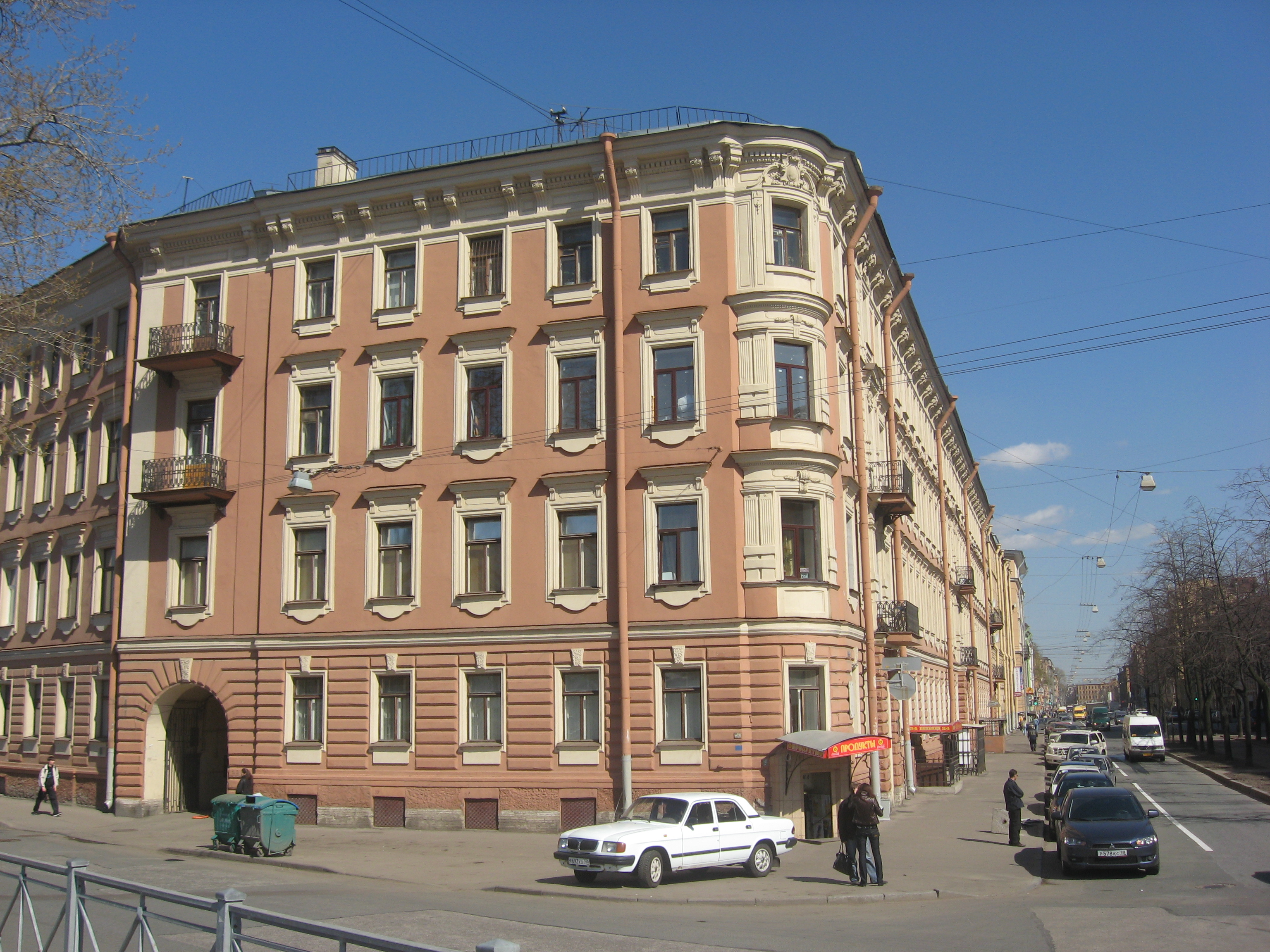
Vue de l'immeuble N°57 où habita le poète Alexandre Blok (dernier étage avec balcon) de 1912 à sa mort en 1921. C'est ici que se trouve aujourd'hui le musée-appartement Blok

La rue des Décembristes (Улица Декабристов, oulitsa Dékabristov) est une rue de Saint-Pétersbourg.

## Situation et accès
Située dans le quartier de Kolomna, non loin de l'île de la Nouvelle Hollande. Elle démarre de la perspective Voznessenski (de l'Ascension) jusqu'au quai de la rivière Priajka et traverse la place du Théâtre. Elle mesure 1 600 mètres. 
Les stations de métro les plus proches sont Sennaïa plochtchad, Spasskaïa et Sadovaïa.

## Origine du nom
Le nom de la voie rappelle l'insurrection décembriste, une tentative de coup d'État militaire à Saint-Pétersbourg le 14 décembre 1825 (26 décembre dans le calendrier grégorien) et qui fut réprimée dans le sang.

## Historique
De 1744 à octobre 1918 elle s'appelait « rue des Officiers » (Офицерская улица, Ofitserskaïa oulitsa) avant de prendre le nom de rue des Décembristes depuis octobre 1918. Auparavant elle s'appelait rue des Officiers (1744-octobre 1918), rue Morskaïa (rue Maritime, 1739-1758) et rue Prikaznaïa (20 août 1738-1780). Par un oukaze du 20 août 1738, elle a reçu le nom de rue Prikaznaïa (rue de l'Ordre de service) de la perspective Voznessenski au Lviny pereoulok (ruelle du Lion), et Morskaïa du Lviny pereoulok jusqu'à la Priajka.
La rue a été percée en 1738 et dans les années 1740. Aux actuels N° 27/29 se trouvait le château lituanien, forteresse qui servait de prison, détruite dans les années 1930. Le fameux corps des cadets Nicolas qui préparait à l'entrée de l'école de cavalerie Nicolas se trouvait au n°23. Il a fermé en octobre 1917.

## Bâtiments remarquables et lieux de mémoire
Certains bâtiments ont été détruits en 2005 pour laisser place à la seconde scène du théâtre Mariinsky. C'est le cas de l'école N°243 construite en 1937 en style néoclassique stalinien ou du palais de la Culture du Premier plan quinquennal, construit dans les années 1930.
Au N°11, on remarque une plaque commémorative (1986) dédiée à Alexandre Grine qui y habita en 1921-1922 et au N°57 une plaque commémorative dédiée (1946) à Alexandre Blok qui y habita de 1912 à sa mort. C'est ici que se trouve depuis 1980 un musée littéraire consacré au poète.
L'église luthérienne estonienne Saint-Jean (1859-1860) est située au N°54. Elle est de style néoroman et a été récemment restaurée selon son aspect originel. C'était une maison d'habitation à l'époque soviétique.

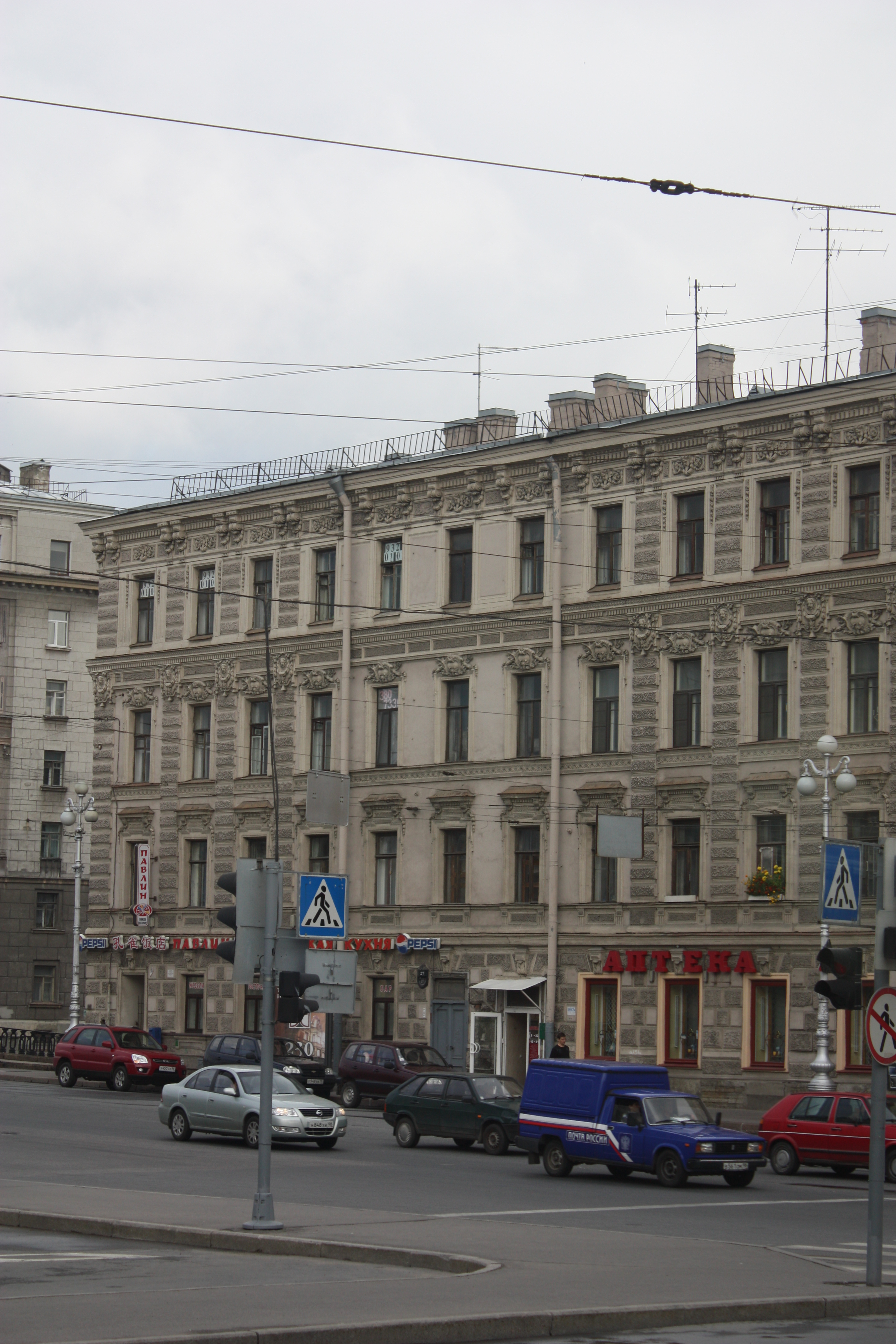
Immeuble au N°27
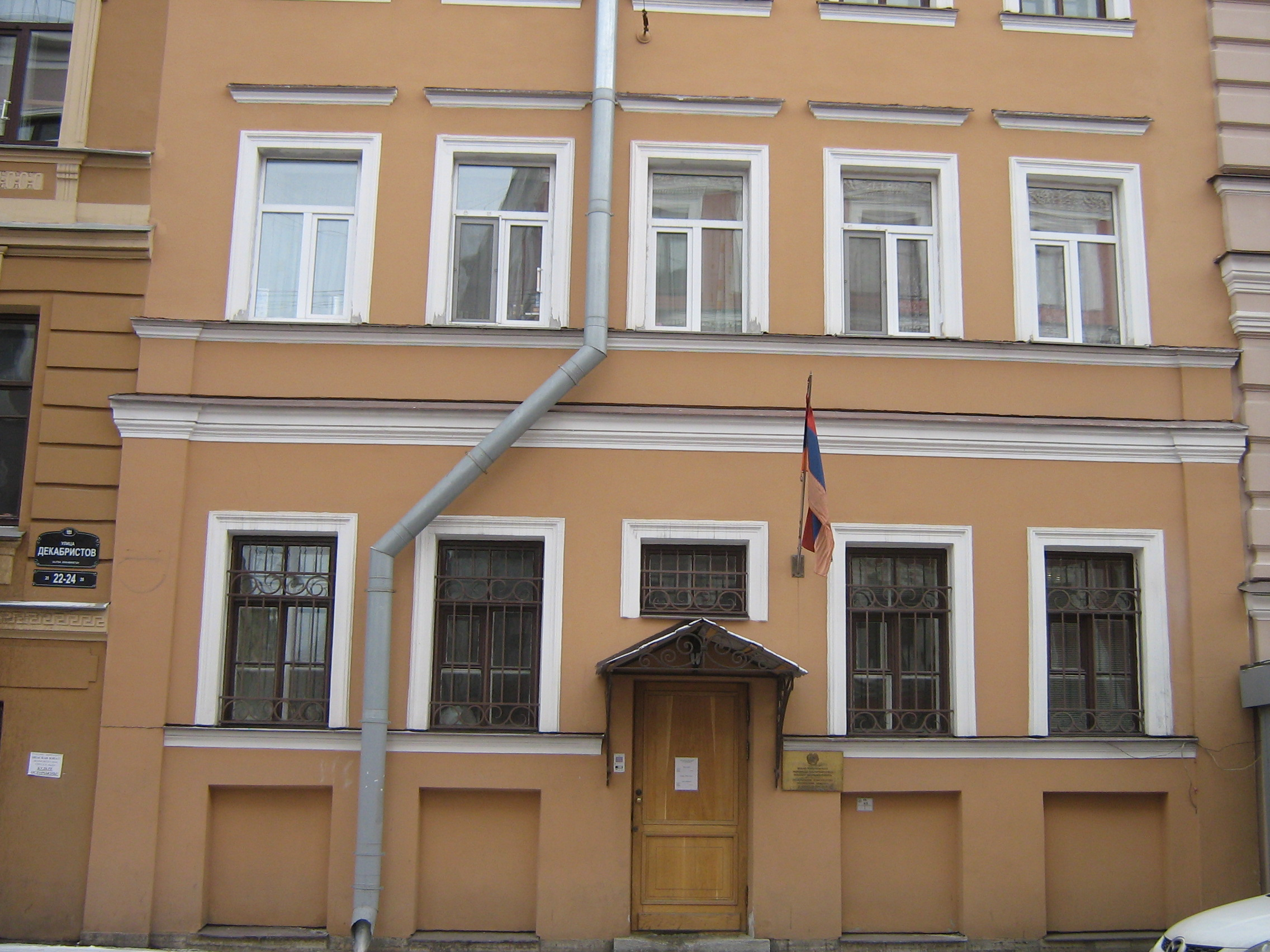
Le consulat d'Arménie
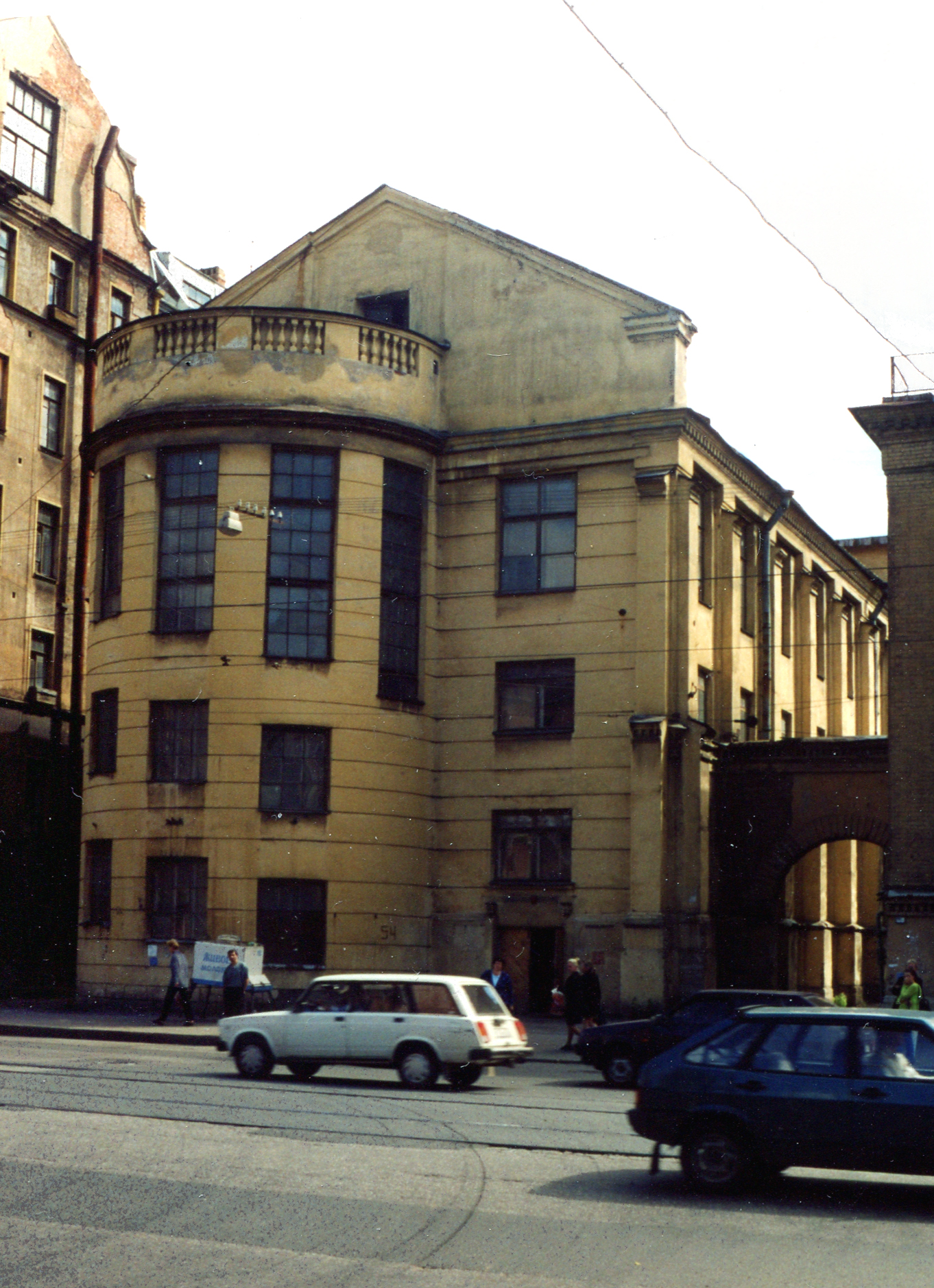
Ancienne église estonienne Saint-Jean, avant restauration
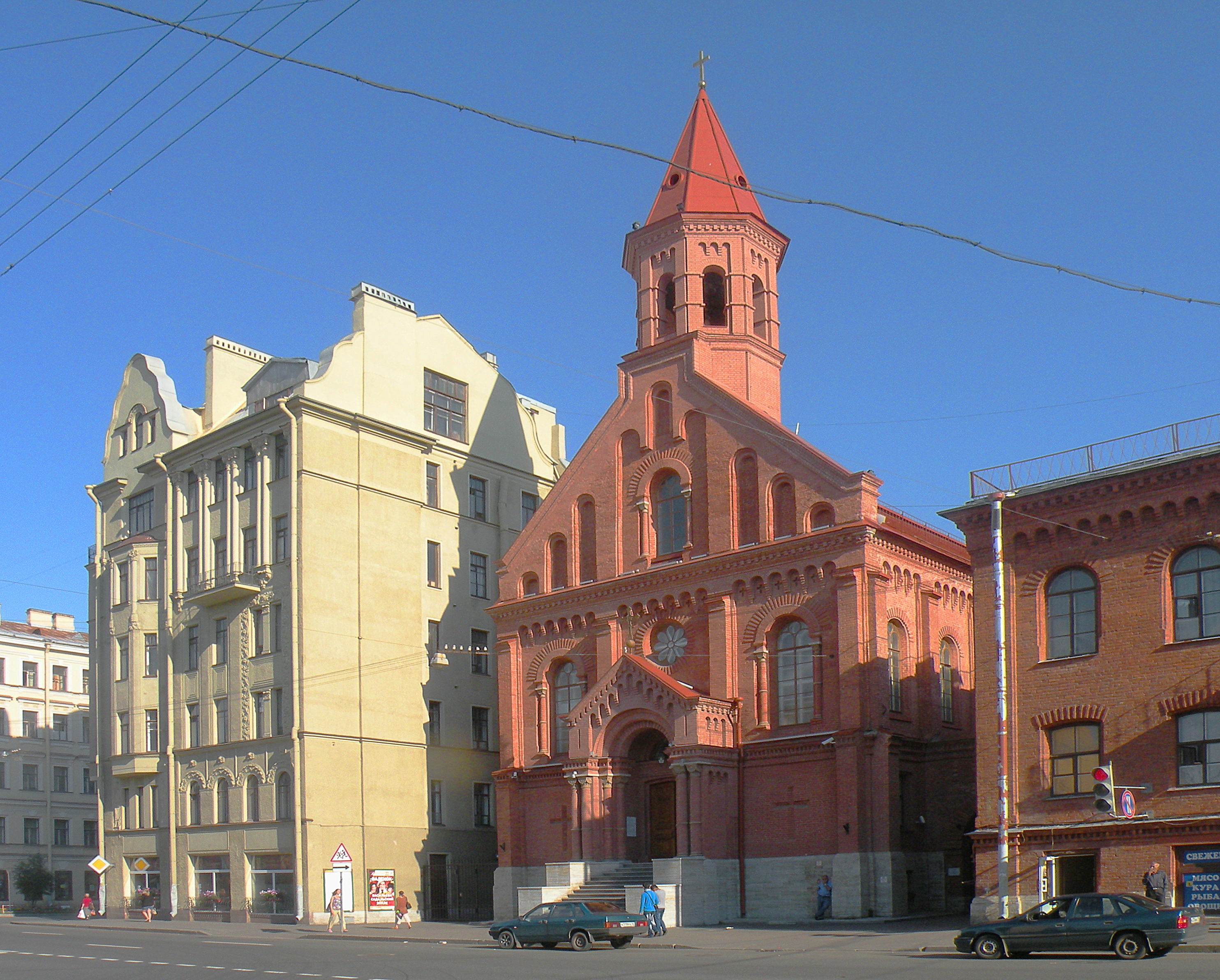
Façade de l'église luthérienne estonienne Saint-Jean au N°54, après restauration

La rue Masterskaïa démarre à la rue des Décembristes.

## Source
- (ru) Cet article est partiellement ou en totalité issu de l’article de Wikipédia en russe intitulé « Улица Декабристов (Санкт-Петербург) » (voir la liste des auteurs).